# Chris Henderson
Chris Henderson est un footballeur américain né le 11 décembre 1970 à Everett.

## Carrière
- 1990-1991 : Bruins d'UCLA
- 1994-1995 : FSV Francfort ( Allemagne)
- 1995 : Stabæk Fotball ( Norvège)
- 1996-1998 : Rapids du Colorado
- 1999-2000 : Wizards de Kansas City
- 2001 : Fusion de Miami
- 2002-2005 : Rapids du Colorado
- 2005 : Crew de Columbus
- 2006 : Red Bulls de New York [1]

## Palmarès
- Coupe de la Ligue majeure de soccer : 2000
- MLS Supporters' Shield : 2000
- Conférence Ouest de la Major League Soccer : 2000